# Partit Comunista de Swazilàndia
El Partit Comunista de Swazilàndia (en anglès: Communist Party of Swaziland, CPS) és un partit comunista swazi fundat el 9 d'abril de 2011. Va ser prohibit gairebé immediatament després de la seva fundació pel rei del país, Mswati III, i opera des de l'exili, concretament a Kamhlushwa, Sud-àfrica. El partit es descriu com a democràtic, antiracista i antisexista i té per objectiu, entre altres coses, dotar d'estatus legal a tots els partits polítics d'Eswatini, acabar amb el règim monàrquic i garantir els drets dels treballadors a organitzar-se i sindicar-se.
Els darrer dies de juny de 2021 es van desencadenar diverses protestes arreu d'Eswatini amb l'objectiu d'enderrocar la darrera monarquia absoluta de l'Àfrica, materialitzada en el regnat de Mswati III, que van acabar amb enfrontaments i avalots entre manifestants republicans i forces de seguretat de l'estat. El Partit Comunista, juntament amb el Moviment Democràtic Unit del Poble (PUDEMO), van esdevenir els principals actors del pol revolucionari. El conflicte es va originar al maig, quan diferents moviments de protesta van sortir al carrer després de l'assassinat d'un activista estudiantil per part de la policia i l'expropiació de terres agrícoles per part del govern en benefici de la Corona. Uns fets que es van veure aguditzats poc després quan, el 24 de juny, el rei Mswati III va publicar un decret prohibint l'enviament de peticions al govern, amb l'objectiu d'aturar diverses demandes de reforma democràtica.